# Церква Різдва Пресвятої Богородиці (Києво-Печерська лавра)

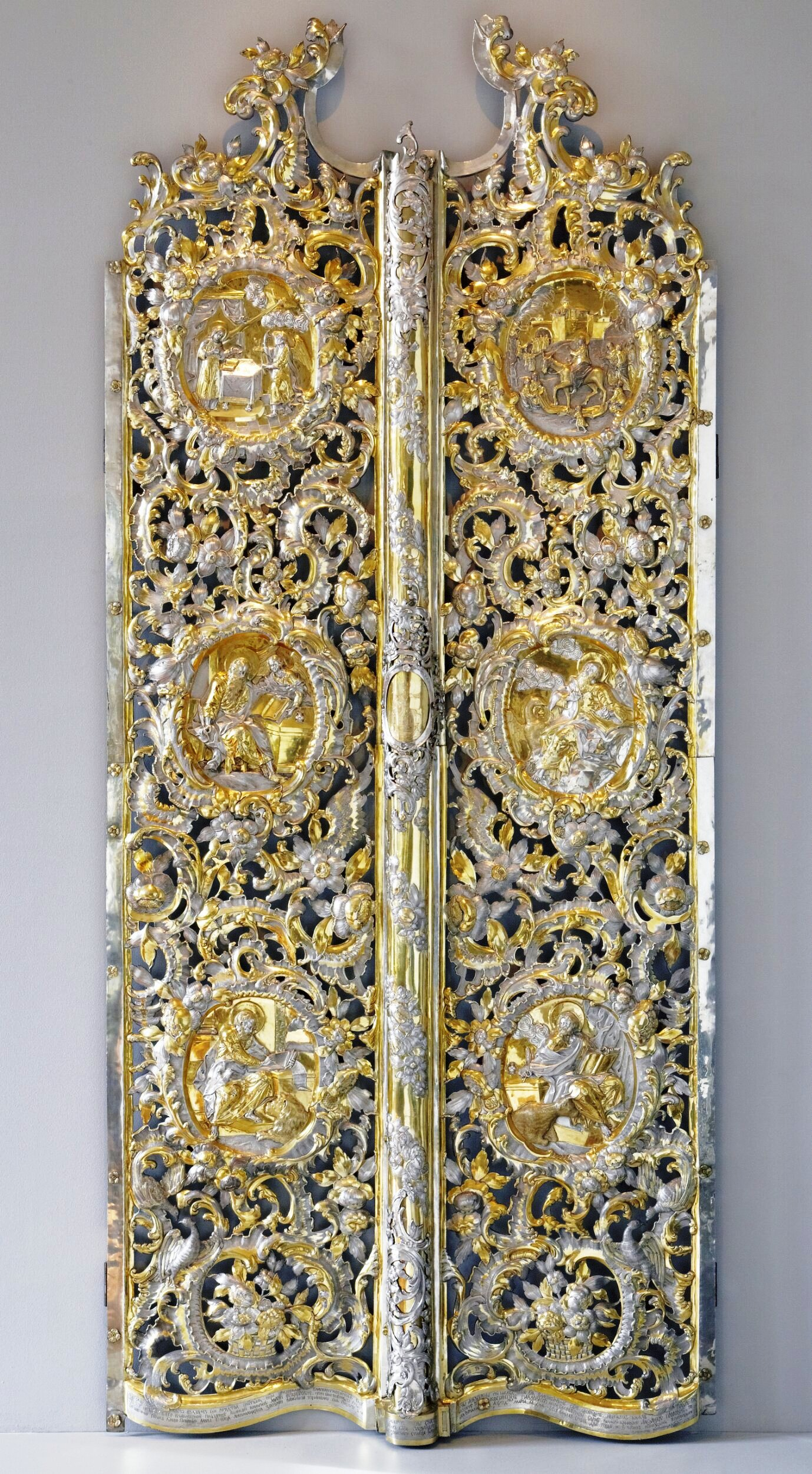
Царські врата

Церква Різдва Пресвятої Богородиці — пам'ятка архітектури XVII ст. в стилі  українського бароко. Знаходиться на території  Києво-Печерської лаври поруч з  Дальніми печерами. В теперішній час є храмом Київської духовної академії і семінарії.

## Історія і архітектура
Церква Різдва Пресвятої Богородиці була побудована у 1696 році на місці дерев'яної на кошти білоцерківського полковника  Костянтина Мокієвського.
Спочатку церква була трикупольною, трикамерною, що характерно для церковної дерев'яної архітектури України того часу. У 1767 році до всіх чотирьох кутів храму були зроблені прибудови, над якими додатково встановлено чотири декоративні бані, які значно збагатили силует церкви. Стіни храму на кутах і вівтарній апсиді оздоблено пілястрами, які вгорі переходять у складний профільований карниз. Портал оформлено колонками коринфського ордера.
Дерев'яний іконостас виконано 1784 року в стилі рококо. Він мав срібні карбовані царські врата вагою більше двох пудів роботи майстра Г. Чижевського. На їх позолоту пішло 66 червінців. Зараз ці царські врата знаходяться в «Колекції Гілбертів» лондонського музею "V&A".

## Живопис Церкви
Церкву прикрашали живописом декілька разів. Перші розписи храму не збереглися. У 1817 році київський художник  Іван Квятковський розписав храм, але під час Другої світової війни розписи були дуже пошкоджені. У 1966—1970 роках церква була повністю відреставрована за проектом архітектора І. Макушенка, живопис повністю переписаний сучасними майстрами.

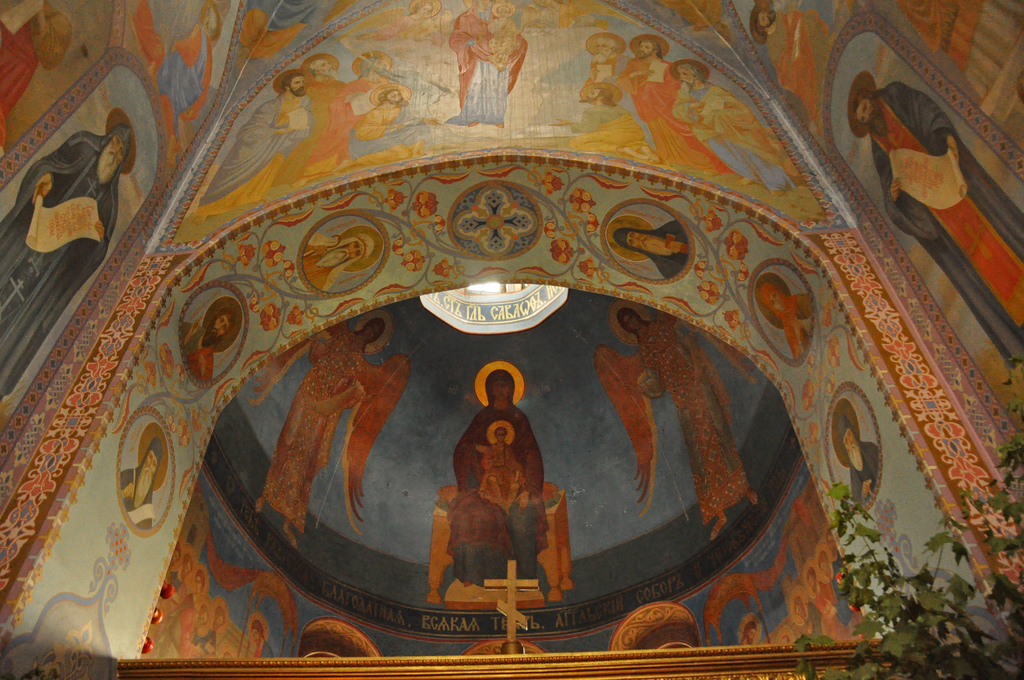
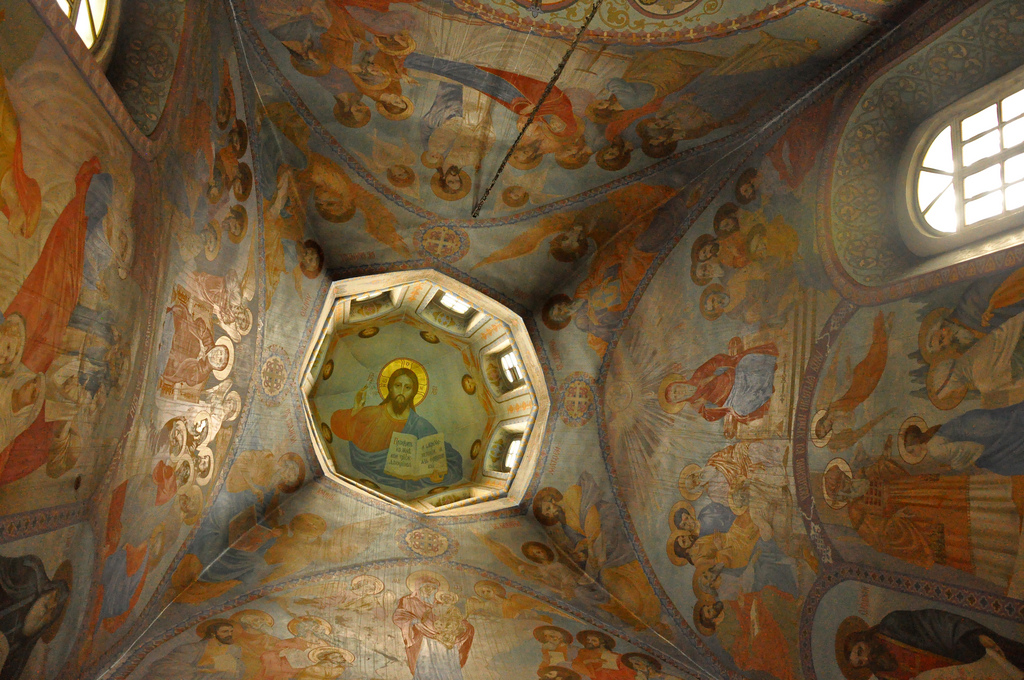
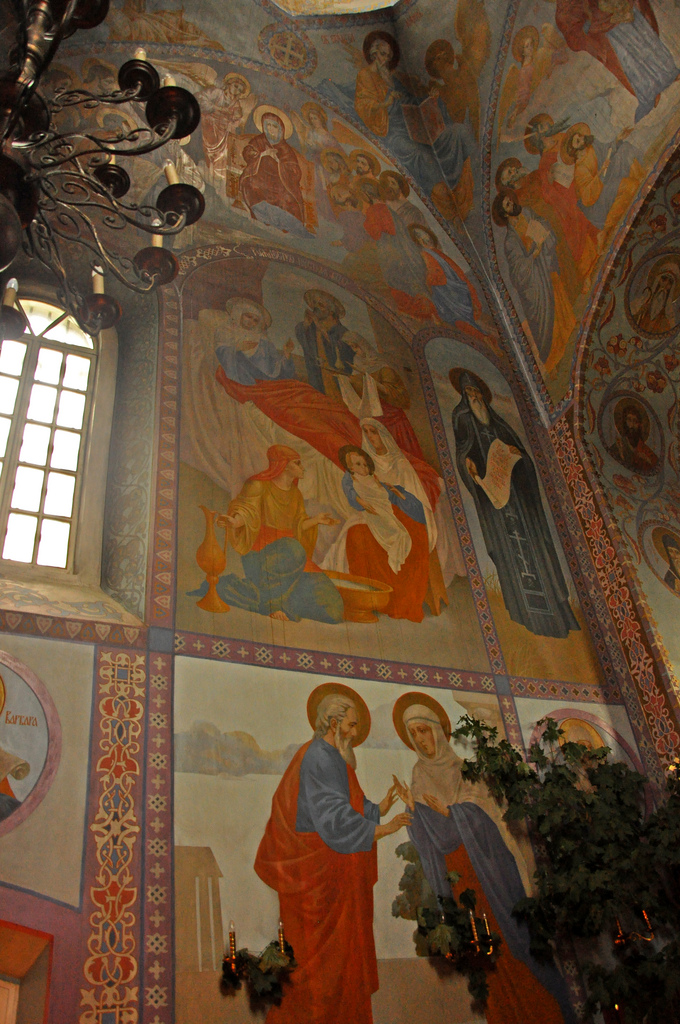
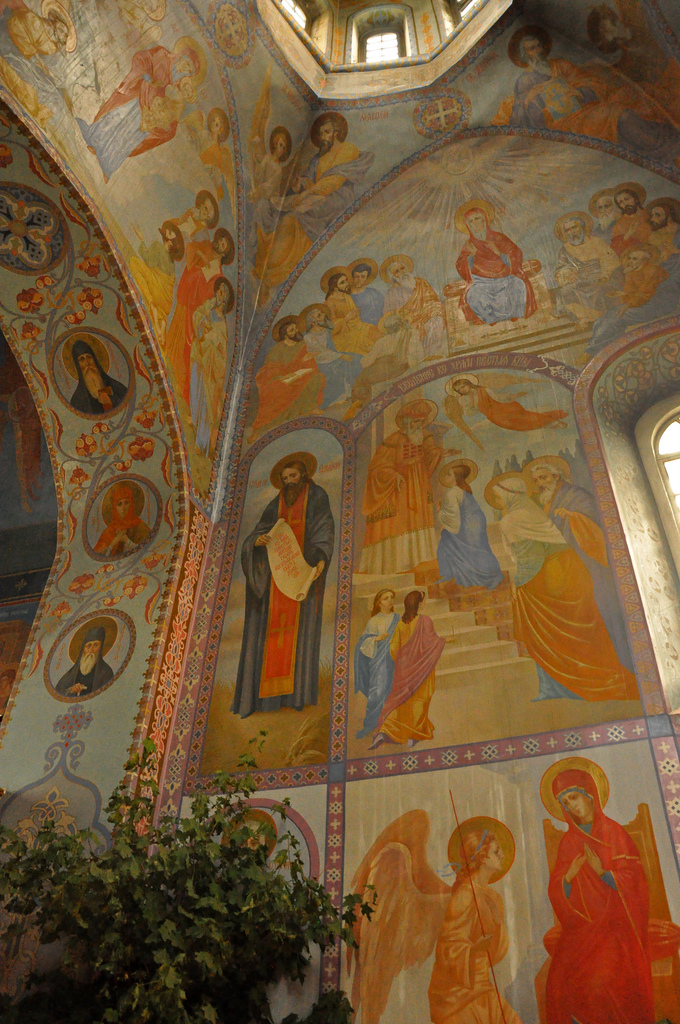